# Yuliia Pervukhina
Yuliia Pervukhina (née Shelukhina le 28 janvier 1988 à Poltava) est une joueuse de volley-ball ukrainienne. Elle mesure 1,88 m et joue au poste de centrale. 

## Clubs
| Club                         | De        | À         |
| ---------------------------- | --------- | --------- |
| Universitet Ros Bila Tserkva | 2003-2004 | 2004-2005 |
| Orbita Zaporijia             | 2005-2006 | 2009-2010 |
| Khimik Youjne                | 2010-2011 | 2013-2014 |
| VK Olimp                     | 2015-2016 | 2015-2016 |
| VK Severianka                | 2016-2017 | 2019-2020 |
| VK Toulitsa Toula            | 2020-2021 | …         |

## Palmarès
- Championnat d'Ukraine
  - Vainqueur : 2011, 2012, 2013, 2014.
- Coupe d'Ukraine
  - Vainqueur : 2014.
  - Finaliste : 2011, 2012.